# Ballarat City
Koordinaten: 37° 34′ S, 143° 51′ O

Ballarat City ist ein lokales Verwaltungsgebiet (LGA) im australischen Bundesstaat Victoria um die Stadt Ballarat. Das Gebiet ist 740 km² groß und hat etwa 100.000 Einwohner.
Ballarat liegt etwa 120 km westlich der Hauptstadt Melbourne im Zentrum von Victoria und schließt folgende Ortschaften ein: Coghills Creek, Ascot, Learmonth, Miners Rest, Burrumbeet, Cardigan, Ballarat, Nerrina, Mount Clear, Mount Helen, Wendouree, Alfredton, Delacombe, Brown Hill, Sebastopol und Buninyong. Der Sitz des City Councils befindet sich in der Stadt Ballarat in der Mitte der LGA mit etwa 86.000 Einwohnern.
Ballarat ist die drittgrößte Stadt Victorias und eine der größten Inlandsstädte Australiens. Sie verdankt ihre Größe zum einen dem Goldrausch in der zweiten Hälfte des 19. Jahrhunderts, zum anderen der verkehrsgünstigen Lage zur Metropole Melbourne. Neben der Industrie in der Stadt gibt es auch einige Landwirtschaft im Umland, vor allem Getreideanbau und Viehzucht. 
Die Goldgräbervergangenheit macht das Gebiet um Ballarat zu einem beliebten Touristenziel, mehr als ein Viertel aller Goldfunde im Bundesstaat Victoria stammte von hier. In Buninyong, wo 1851 das erste Gold entdeckt wurde, und anderen Orten gibt es speziell restaurierte Goldgräbersiedlungen und Minenanlagen zu besichtigen. Der Reichtum von Ballarat hat auch ein sehenswertes, viktorianisches Stadtbild hinterlassen. Eine weitere Attraktion ist der innerstädtische Lake Wendouree, auf dem 1956 die olympischen Ruderwettbewerbe ausgetragen wurden.

## Verwaltung
Der Ballarat City Council hat neun Mitglieder, die von den Bewohnern der neun Wards gewählt werden. Fünf dieser Bezirke, Wendouree, Alfredton, Caledonian, Canadian und Central Ward liegen im Bereich von Ballarat, die übrigen vier sind Learmonth, Sebastopol, Nerrina und Buninyong. Aus dem Kreis der Councillor rekrutiert sich auch der Mayor (Bürgermeister) des Councils.